# Landkreis Mackeim

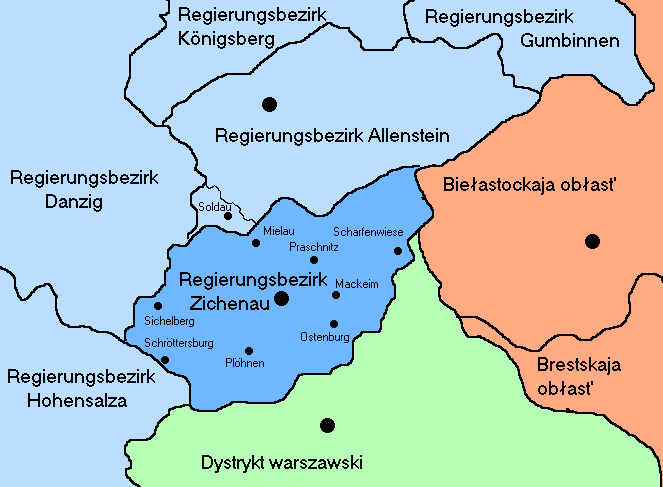
Regierungsbezirk Zichenau

Der Landkreis Mackeim (polnisch Maków, dann deutsch zunächst: Makow) bestand zwischen 1939 und 1945 im besetzten Polen. Er umfasste am 1. Januar 1945 zehn Amtsbezirke mit der entsprechenden Anzahl von Städten und Gemeinden.

## Verwaltungsgeschichte

### Polen
Der polnische Powiat Makowski (dt. Kreis Maków) gehörte bei Beginn des Zweiten Weltkrieges zu Polen und zwar zur Woiwodschaft Warszawa (= Warschau).

### Deutsches Reich
Nach dem Überfall auf Polen wurde am 26. Oktober 1939 der Landkreis Maków als Teil des neuen Regierungsbezirks Zichenau der Provinz Ostpreußen und damit dem Deutschen Reich völkerrechtswidrig angegliedert.
Zum 29. Dezember 1939 wurde der Landkreis zunächst in Makow umbenannt und am 21. Mai 1941 in Mackeim eingedeutscht.
Das Landratsamt war in Makow/Mackeim.
Im Januar 1945 wurde das Kreisgebiet durch die Rote Armee besetzt und wurde danach wieder ein Teil Polens.

## Landräte

### Landkommissar in Maków
- 1939–9999: Theodor Parisius (1896–1985)
- 1939–9999: Gerhard Eberhard Pannenborg

### Landräte von 1939 bis 1945
- 1939–1940: Gerhard Pannenborg (vertretungsweise)
- 1940–1945: Herbert Seiler

## Kommunalverfassung
Nach der Eingliederung in das Deutsche Reich wurden alle Städte und Gemeinden in Amtsbezirken zusammengefasst und durch Amtskommissare verwaltet.

## Ortsnamen
Durch unveröffentlichten Erlass vom 29. Dezember 1939 galten vorläufig die bisher polnischen Ortsnamen weiter. Dabei hatte es bis Kriegsende sein Bewenden, mit Ausnahme der offiziellen Umbenennung von Maków in „Mackeim“. Die Umbenennung aller Ortschaften war bereits vorbereitet, ist aber nicht mehr durchgeführt worden.